# Rincón Hondo
Pour les articles homonymes, voir Rincón.
Rincón Hondo est l'une des cinq paroisses civiles de la municipalité de Muñoz dans l'État d'Apure au Venezuela. Sa capitale est La Estacada.

## Géographie

### Démographie
Hormis sa capitale La Estacada, la paroisse civile possède plusieurs localités dont :
- El Caujaro
- El Martinero
- La Estacada
- La Orteguera
- Los Samanes Negros
- Mata de Caña